# Bill Longmuir
William George Longmuir (nascido em 10 de junho de 1953) é um jogador escocês de golfe profissional, detentor de oito títulos do Circuito Europeu dos Veteranos [en]. Longmuir nasceu em Thundersley, Essex, na Inglaterra, de pais escoceses. Apesar de ter vivido na Inglaterra durante toda a viva, ele se considera cidadão escocês e representa a Escócia nas competições internacionais. Profissionalizou-se em 1968 e jogava regularmente no European Tour de 1976 até 1992, onde foi três vezes finalista. De 1976 a 1990, ele sempre terminou o ano entre os top 90 da Ordem do Mérito, ficando em vigésimo quarto lugar em 1982. Em 1979, Longmuir conquista o título da Copa Tooting Bec.

## Títulos

### Circuito Europeu dos Veteranos (8)
| N.º | Data        | Torneio                              | Placar                | Margem    | Vice-campeão(ões)               |
| --- | ----------- | ------------------------------------ | --------------------- | --------- | ------------------------------- |
| 1   | 6 jul 2003  | Ryder Cup Wales Seniors Open         | –8 (68-66-65=199)     | 3 tacadas | David Oakley                    |
| 2   | 23 ago 2003 | De Vere PGA Seniors Championship     | –17 (68-67-69-67=271) | 2 tacadas | Carl Mason, Denis O'Sullivan    |
| 3   | 20 jan 2004 | Copa Mobile                          | –9 (72-68-67=207)     | 1 tacada  | Seiji Ebihara                   |
| 4   | 29 ago 2004 | Charles Church Scottish Seniors Open | –6 (69-73-68=210)     | 1 tacada  | John Chillas, Carl Mason        |
| 5   | 11 set 2005 | Scandinavian Senior Open             | –17 (66-66-64=196)    | 4 tacadas | Giuseppe Calì                   |
| 6   | 19 ago 2007 | Midas English Seniors Open           | –8 (70-69-69=208)     | 2 tacadas | Carl Mason                      |
| 7   | 9 mar 2008  | DGM Barbados Open                    | –10 (74-67-65=206)    | 3 tacadas | Bob Cameron                     |
| 8   | 14 mai 2010 | Handa Senior Masters                 | –20 (64-69-66=199)    | 7 tacadas | Roger Chapman, Boonchu Ruangkit |